# Journal of Population Economics
Das Journal of Population Economics ist eine wissenschaftliche Fachzeitschrift zu wirtschaftswissenschaftlichen Themen, insbesondere der Bevölkerungswissenschaft. Behandelte Themen umfassen unter anderem Bildungsforschung, Migrationsforschung, endogene Wachstumstheorie mit Bevölkerungsentwicklung, sowie Soziale Sicherheit.
Es wird gemeinsam vom Zentrum POP am UNU-MERIT, der European Society for Population Economics (ESPE) und der Global Labor Organization herausgegeben und von Springer Science+Business Media verlegt. Dabei ist die Redaktion im UNU-MERIT beheimatet, das deshalb beispielsweise die technische Infrastruktur zur Verfügung stellt.

## Redaktion
Die Redaktion des Journal of Population Economics besteht aus Alessandro Cigno, Erdal Tekin und Junsen Zhang und wird von Klaus F. Zimmermann als Chef vom Dienst geleitet. Leitender Redakteur (managing editor) ist Alessio J.G. Brown. Ihnen zur Seite stehen 30 assoziierte Redakteure (associate editors), darunter der Wirtschaftsnobelpreisträger James J. Heckman.

## Rezeption
Im Jahr 2014 hatte das Journal gemäß eigenen Angaben einen Impact-Faktor von 1.109.
Combes und Linnemer sortieren das Journal mit Rang 81 von 600 wirtschaftswissenschaftlichen Zeitschriften in die drittbeste Kategorie A ein.